# Lijst van voetbalinterlands Afghanistan - Turkmenistan
Deze lijst van voetbalinterlands is een overzicht van alle officiële voetbalinterlands tussen de nationale teams van Afghanistan en Turkmenistan. De landen hebben tot nu toe vijf keer tegen elkaar gespeeld. De eerste ontmoeting, een kwalificatiewedstrijd voor het Wereldkampioenschap voetbal 2006, was op 19 november 2003 in Asjchabad. De laatste wedstrijd, een vriendschappelijke wedstrijd, vond plaats op 25 december 2018 in Antalya (Turkije).

## Wedstrijden
| № | Plaats     | Datum            | Competitie             | Wedstrijd                  | Uitslag |
| - | ---------- | ---------------- | ---------------------- | -------------------------- | ------- |
| 1 | Asjchabad  | 19 november 2003 | WK 2006 kwalificatie   | Turkmenistan − Afghanistan | 11 − 0  |
| 2 | Kabul      | 23 november 2003 | WK 2006 kwalificatie   | Afghanistan − Turkmenistan | 0 − 2   |
| 3 | Haiderabad | 1 augustus 2008  | AFC Challenge Cup 2008 | Afghanistan − Turkmenistan | 0 − 5   |
| 4 | Hithadhoo  | 22 mei 2014      | AFC Challenge Cup 2014 | Afghanistan − Turkmenistan | 3 − 1   |
| 5 | Antalya    | 25 december 2018 | Vriendschappelijk      | Afghanistan − Turkmenistan | 0 − 2   |

## Samenvatting
| Competitie        | Totaal gespeeld | Winst Afghanistan | Gelijk | Winst Turkmenistan | Doelsaldo Afghanistan – Turkmenistan |
| ----------------- | --------------- | ----------------- | ------ | ------------------ | ------------------------------------ |
| WK-kwalificatie   | 2               | 0                 | 0      | 2                  | 0 − 13                               |
| AFC Challenge Cup | 2               | 1                 | 0      | 1                  | 3 − 6                                |
| Vriendschappelijk | 1               | 0                 | 0      | 1                  | 0 − 2                                |
| Totaal            | 5               | 1                 | 0      | 4                  | 3 − 21                               |

Wedstrijden bepaald door strafschoppen worden, in lijn met de FIFA, als een gelijkspel gerekend.
FFA · A-internationals · Afghaans vrouwenelftal
1940 - 1949 · 
1950 - 1959 · 
1960 - 1969 · 
1970 - 1979 · 
1980 - 1989 · 
1990 - 1999 · 
2000 – 2009 · 
2010 – 2019
Bangladesh ·
Bhutan ·
Cambodja ·
China ·
Filipijnen ·
Hongkong ·
India ·
Indonesië ·
Irak ·
Iran ·
Japan ·
Jordanië ·
Kirgizië ·
Koeweit ·
Laos ·
Libanon ·
Luxemburg ·
Malediven ·
Maleisië ·
Mongolië ·
Nepal ·
Noord-Korea ·
Oman ·
Pakistan ·
Palestina ·
Qatar ·
Saoedi-Arabië ·
Singapore ·
Sri Lanka ·
Syrië ·
Tadzjikistan ·
Taiwan ·
Thailand ·
Turkmenistan ·
Vietnam ·
Zuid-Korea
AFFA · A-internationals · Bondscoaches · Statistieken · Turkmeens vrouwenelftal · Turkmenistan U21 · Turkmenistan U20 · Turkmenistan U19 · Turkmenistan U17
1992 – 1999 ·
2000 – 2009 ·
2010 – 2019 ·
2020 − 2029
1992 ·
1993 ·
1994 ·
1995 ·
1996 ·
1997 ·
1998 ·
1999 ·
2000 ·
2001 ·
2002 ·
2003 ·
2004 ·
2005 ·
2006 ·
2007 ·
2008 ·
2009 ·
2010 ·
2011 ·
2012 ·
2013 ·
2014 ·
2015 ·
2016 ·
2017 ·
2018 ·
2019 ·
2020 ·
2021 ·
2022
Afghanistan ·
Armenië ·
Azerbeidzjan ·
Bahrein ·
Bangladesh ·
Bhutan ·
Cambodja ·
China ·
Estland ·
Filipijnen ·
Guam ·
Hongkong ·
India ·
Indonesië ·
Irak ·
Iran ·
Japan ·
Jemen ·
Jordanië ·
Kazachstan ·
Kirgizië ·
Koeweit ·
Laos ·
Libanon ·
Litouwen ·
Malediven ·
Maleisië ·
Myanmar ·
Nepal ·
Noord-Korea ·
Oeganda ·
Oezbekistan ·
Oman ·
Pakistan ·
Palestina ·
Qatar ·
Roemenië ·
Saoedi-Arabië ·
Singapore ·
Sri Lanka ·
Syrië ·
Tadzjikistan ·
Taiwan ·
Thailand ·
Verenigde Arabische Emiraten ·
Vietnam ·
Zuid-Korea